# Aartsbisdom Monterrey
Het aartsbisdom Monterrey (Latijn: Archidioecesis Monterreyensis) is een rooms-katholiek aartsbisdom met als zetel Monterrey, in Mexico. De aartsbisschop van Monterrey is metropoliet van de kerkprovincie Monterrey, waartoe ook de volgende suffragane bisdommen behoren:
- Ciudad Victoria
- Linares
- Matamoros
- Nuevo Laredo
- Piedras Negras
- Saltillo
- Tampico

## Geschiedenis
Het aartsbisdom werd opgericht op 15 december 1777, als het bisdom Linares o Nueva León, uit delen van het bisdom Michoacán, en was suffragaan aan het aartsbisdom Mexico. Op 26 januari 1863 veranderde het van kerkprovincie en werd suffragaan aan het aartsbisdom Guadalajara. Op 23 juni 1891 werd het verheven tot metropolitaan aartsbisdom. Op 9 juni 1922 veranderde het van naam naar aartsbisdom Monterrey. 

## Parochies
Het aartsbisdom had in 2021 een oppervlakte van 17.448 km2 en telde 5.395.381 inwoners waarvan 77,7% rooms-katholiek was.

## Ordinarii

### Bisschoppen
- Juan Antonio Sánchez (28 september 1778 - 27 december 1779)
- Rafael José Verger y Suau (16 december 1782 - 5 juli 1790)
- Andrés Ambrosio de Llanos y Valdés (19 december 1791 - 19 december 1799)
- Primo Feliciano Marín y Porras (20 juli 1801 - 12 november 1815)
- José Ignacio de Arancibia y Hormaguei (14 april 1817 - 2 mei 1821)
- José María de Jesús Belaunzarán y Ureña (28 februari 1831 - 15 november 1838)
- Salvador de Apodaca y Loreto (30 januari 1843 - 15 juni 1844)
- José Ignacio Sánchez Navarro (5 september 1851 - niet in bezit genomen)
- Francisco de Paula Verea y González (27 juni 1853 - 19 september 1879)
- Jose Maria Ignacio Montes de Oca y Obregón (19 september 1879 - 13 november 1884)
- Blas Enciso (13 november 1884 - 11 januari 1885)

### Aartsbisschoppen
- Jacinto López y Romo (10 juni 1886 - 14 december 1899)
- Santiago de los Santos Garza Zambrano (2 maart 1900 - 25 februari 1907)
- Leopoldo Ruiz y Flores (14 september 1907 - 27 november 1911)
- Francisco Plancarte y Navarrete (27 november 1911 - 2 juli 1920)
- José Juan de Jésus Herrera y Piña (7 maart 1921 - 16 juni 1927)
- José Guadalupe Ortíz y López (20 september 1929 - 27 april 1940; hulpbisschop sinds 26 maart 1926)
- Guillermo Tritschler y Córdoba (22 februari 1941 - 29 juli 1952)
- Alfonso Espino y Silva (29 juli 1952 - 31 mei 1976; coadjutor sinds 15 mei 1951)
- José de Jesús Tirado Pedraza (7 december 1976 - 8 november 1983; hulpbisschop sinds 25 januari 1973)
  - Luis Reynoso Cervantes (hulpbisschop: 13 april 1978 - 15 juli 1982)
- Adolfo Antonio Suárez Rivera (8 november 1983 - 25 januari 2003)
  - Alfonso de Jesús Hinojosa Berrones (hulpbisschop: 10 april 1985 - 2 februari 2000)
  - José Lizares Estrada (hulpbisschop: 25 maart 1987 - 21 december 2009)
  - Gustavo Rodriguez Vega (hulpbisschop: 27 juni 2001 - 8 oktober 2008)
- José Francisco Robles Ortega (25 januari 2003 - 7 december 2011)
  - Alfonso Cortés Contreras (hulpbisschop: 24 juni 2005 - 10 juli 2009)
  - Jorge Alberto Cavazos Arizpe (hulpbisschop: 7 januari 2009 - 2 april 2016, apostolisch administrator: 7 februari 2012 - 5 december 2012)
- Rogelio Cabrera López (3 oktober 2012 - heden)
  - Alfonso Gerardo Miranda Guardiola (hulpbisschop: 22 maart 2014 - heden)
  - Juan Armando Pérez Talamantes (hulpbisschop: 22 maart 2014 - heden)
  - Oscar Efraín Tamez Villarreal (hulpbisschop: 31 oktober 2016 - 23 september 2021)
  - Heriberto Cavazos Pérez (hulpbisschop: 31 oktober 2016 - 19 december 2023)
  - Juan Carlos Arcq Guzmán (hulpbisschop: 17 oktober 2020 - heden)
  - José Manuel Garza Madero (hulpbisschop: 17 oktober 2020 - heden)
  - César Garza Miranda (hulpbisschop: 17 oktober 2020 - heden)
  - Carlos Alberto Santos García (hulpbisschop: 13 mei 2023 - heden)

Monterrey (aartsbisdom) · Ciudad Victoria · Linares · Matamoros · Nuevo Laredo · Piedras Negras · Saltillo · Tampico